# Pronophila variabilis
Pronophila variabilis is een vlinder uit de onderfamilie Satyrinae van de familie Nymphalidae. De wetenschappelijke naam van de soort is voor het eerst geldig gepubliceerd in 1873 door Arthur Gardiner Butler.